# Feira da Ladra

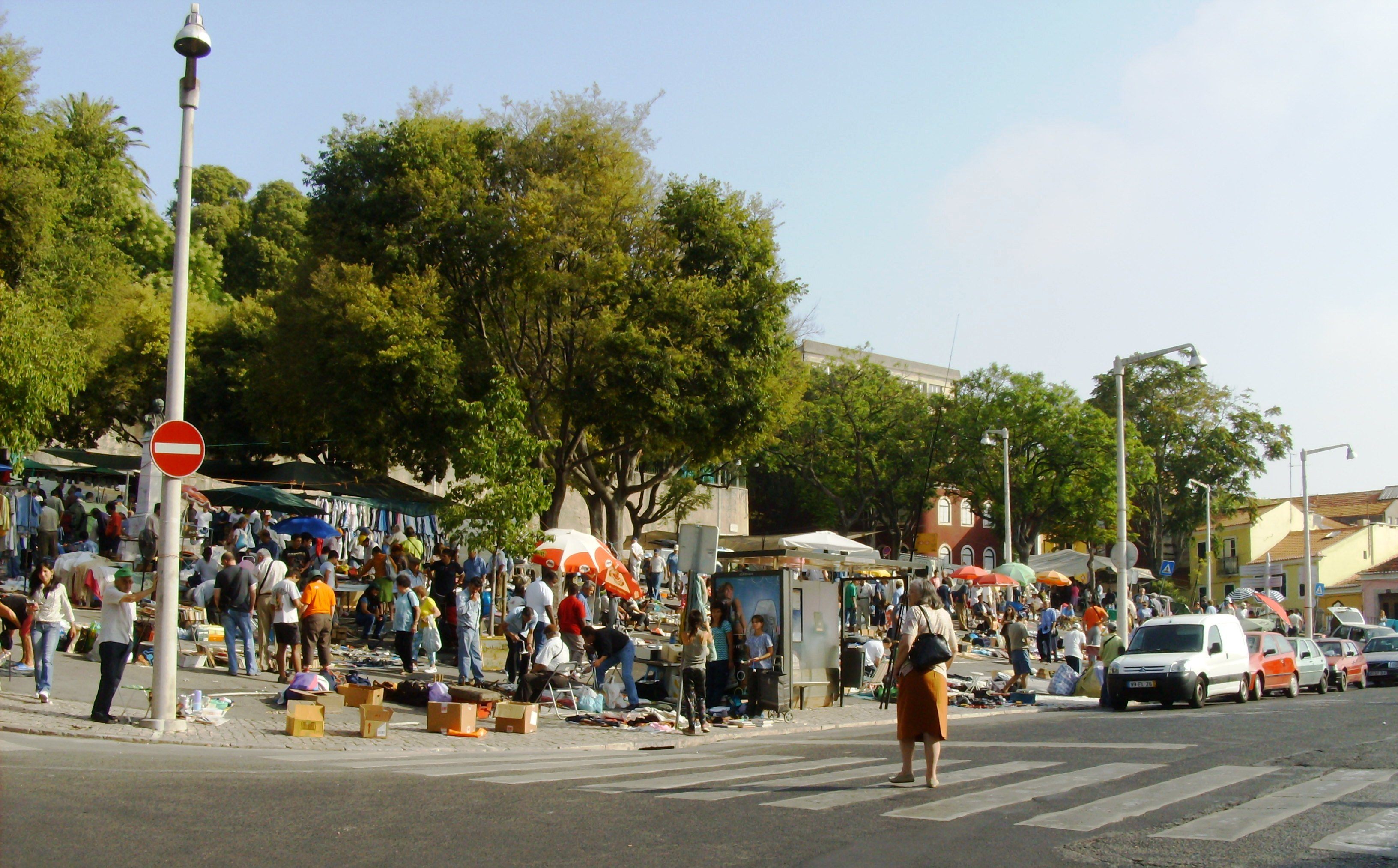
Feira da Ladra, Lisbona.

La Feira da Ladra è un popolare mercatino di oggetti usati che si svolge nella città di Lisbona, in Portogallo.
Con radici che risalgono al XIII secolo, la Feira da Ladra subì diversi spostamenti, fino a stabilirsi a Campo de Santa Clara, parrocchia di São Vicente. Si dedica, soprattutto, alla vendita di oggetti di seconda mano e artigianato.
Si svolge settimanalmente il martedì e il sabato, dalla mattina al pomeriggio.

## Storia
La Feira da Ladra si tenne per la prima volta a Chão da Feira, al Castello di San Giorgio, probabilmente nel 1272, e successivamente si trasferì al Rossio. Le prime notizie della fiera risalgono al 1552 e sono presenti nella Statistica Manuscrita de Lisboa. Nel 1610 il nome Feira da Ladra compare in modo ufficiale.
Dopo il terremoto del 1755 venne trasferita a Cotovia de Baixo (ora Praça da Alegria), estendendosi anche attraverso Rua Ocidental del Passeio Público.
Nel 1823 fu trasferita a Campo de Santana, dove rimase solo cinque mesi, tornando poi a Praça da Alegria.
Nel 1835 tornò a Campo de Santana, dove rimase fino al 1882, prima di trasferirsi a Campo de Santa Clara, il martedì e, dal 1903, anche il sabato.